# Kusparija
Kusparija (lat. Angostura trifoliata, sin. Cusparia trifoliata, Cusparia febrifuga), vazdazeleno manje drvo iz Kolumbije i Venezuele. Nekada je klasificirano u rod Cusparia, danas u Angostura, porodica rutovki.
Kora drveta je poznata po ljekovitim svojstvima a koristili su je još Indijanci tropske Amerike. Kora drveta sadrži 2,4% gorkih alkaloida kusparin, galipin, galipidin, kusparidin i kusparein, i oko 1,5% hlapljivog ulja i glukozida koji daju fluorescentnu tvar prilikom hidrolize zagrijavanjem razrijeđenom sumpornom kiselinom.
Ime angostura (što je i ime roda), označava i gorak ekstrakt dobiven od kore ovog drveta i služi kao dodatak jelima, pićima i kao lijek – zamjena za kinin). Kora drveta S. nux-vomica iz Azije, poznata je kao lažna angostura kora.